# Liste des lieux de culte du Saguenay–Lac-Saint-Jean
La liste des lieux de culte du Saguenay–Lac-Saint-Jean liste l'ensemble des lieux de culte situés dans la région administrative du Saguenay–Lac-Saint-Jean au Québec.

## Liste

### Lieux de culte chrétiens

#### Lieux de culte catholiques
| Lieu de culte                                                            | Illustration | Municipalité                  | Coordonnées | Année de construction         | Lien dans l'ILCQ | Notes                                        |
| ------------------------------------------------------------------------ | ------------ | ----------------------------- | ----------- | ----------------------------- | ---------------- | -------------------------------------------- |
| Chapelle de Chicoutimi                                                   |              | Chicoutimi                    |             | 1676                          |                  | Détruite en 1856                             |
| Chapelle                                                                 |              |                               |             |                               |                  |                                              |
| Église Saint-Alphonse-de-Liguori                                         |              | La Baie                       |             | 1860-1862                     |                  |                                              |
| Église Notre-Dame-de-l'Immaculée-Conception                              |              | Laterrière                    |             | 1863-1865                     |                  |                                              |
| Église Saint-Alexis                                                      |              | La Baie                       |             | 1867-1868                     |                  |                                              |
| Église de Sainte-Anne                                                    |              | Chicoutimi                    |             | 1875-1877                     |                  |                                              |
| Première cathédrale de Chicoutimi                                        |              | Chicoutimi                    |             | 1876-1878                     |                  | Détruite par incendie majeur le 24 juin 1912 |
| Église Notre-Dame-de-l'Assomption                                        |              | Hébertville                   |             | 1881-1883                     |                  |                                              |
| Église de Saint-Jean-Baptiste                                            |              | L'Anse-Saint-Jean             |             | 1889-1890                     |                  |                                              |
| Église de Saint-Antoine-de-Padoue                                        |              | Saint-Gédéon-de-Grandmont     |             | 1897                          |                  |                                              |
| Chapelle de Saint-Cyriac                                                 |              | Lac-Kénogami                  |             | 1902-1905                     |                  |                                              |
| Église du Sacré-Cœur                                                     |              | Chicoutimi                    |             | 1903-1905                     |                  |                                              |
| Église de Saint-Henri-de-Taillon                                         |              | Saint-Henri-de-Taillon        |             | 1907                          |                  |                                              |
| Église Saint-Joseph                                                      |              | Alma                          |             | 1907-1908                     |                  |                                              |
| Église de Saint-Prime                                                    |              | Saint-Prime                   |             | 1907-1909                     |                  |                                              |
| Chapelle du Très-Saint-Sacrement                                         |              | Chicoutimi                    |             | 1907-1909                     |                  |                                              |
| Chapelle de procession Bluteau                                           |              | La Baie                       |             | 1911                          |                  |                                              |
| Chapelle de Saint-Basile-de-Tableau                                      |              | Sainte-Rose-du-Nord (Tableau) |             | 1911                          |                  |                                              |
| Église Saint-James-the-Apostle                                           |              | Jonquière                     |             | 1912                          |                  | Culte anglican                               |
| Église de Saint-Dominique                                                |              | Jonquière                     |             | 1912-1914                     |                  |                                              |
| Église de Saint-félicien                                                 |              | Saint-Félicien                |             | 1914-1916                     |                  |                                              |
| Chapelle de procession Saint-Louis-de-France                             |              | Hébertville                   |             | 1916                          |                  |                                              |
| Chapelle de procession du Chemin-des-Chutes                              |              | La Baie                       |             | Première moitié du XXe siècle |                  |                                              |
| Église de Saint-Honoré                                                   |              | Saint-Honoré                  |             | 1916-1917                     |                  |                                              |
| Cathédrale Saint-François-Xavier                                         |              | Chicoutimi                    |             | 1919-1922                     |                  |                                              |
| Chapelle de procession de l'île Sainte-Anne                              |              | Alma                          |             | 1924                          |                  |                                              |
| Église de Saint-Édouard                                                  |              | La Baie                       |             | 1925-1928                     |                  |                                              |
| Église Saint-Andrew-et-Saint-John                                        |              | Jonquière                     |             | 1926                          |                  | Culte presbytérien                           |
| Église de Saint-Jérôme                                                   |              | Métabetchouan                 |             | 1926-1928                     |                  |                                              |
| Église Sainte-Thérèse-de-l'Enfant-Jésus                                  |              | Arvida                        |             | 1927-1928                     |                  |                                              |
| Église Sainte-Famille                                                    |              | Jonquière                     |             | 1929-1931                     |                  |                                              |
| Église de Saint-Wilbrod                                                  |              | Hébertville-station           |             | 1931                          |                  |                                              |
| Église de Sainte-Jeanne-d'Arc                                            |              | Sainte-Jeanne-d'Arc           |             | 1934-1936                     |                  |                                              |
| Église de Sainte-Marie-de-l'Ilse-Maligne                                 |              | Alma                          |             | 1938                          |                  |                                              |
| Église abbatiale de l'ancienne abbaye des pères trappistes de Mistassini |              | Dolbeau-Mistassini            |             | 1938                          |                  |                                              |
| Église de Saint-Laurent                                                  |              | Jonquière                     |             | 1938-1939                     |                  |                                              |
| Chapelle de l'Oratoire-Saint-Joseph                                      |              | Chicoutimi                    |             | 1941-1943                     |                  |                                              |
| Église de Saint-Jacques                                                  |              | Arvida                        |             | 1947                          |                  |                                              |
| Église Saint-Mathias                                                     |              | Arvida                        |             | 1964-1965                     |                  |                                              |
| Église de Sainte-Marguerite-Marie                                        |              | Dolbeau-Mistassini            |             | 1947                          |                  |                                              |
| Église de Saint-Édouard                                                  |              | Péribonka                     |             | 1948-1949                     |                  |                                              |
| Église Saint-George-the-Martyr                                           |              | Arvida                        |             | 1949-1950                     |                  | Culte évangélique                            |
| Église First United Church                                               |              | Arvida                        |             | 1949-1950                     |                  | Culte protestant                             |
| Église de Saint-Nom-de-Jésus                                             |              | Chicoutimi                    |             | 1950-1951                     |                  |                                              |
| Église Sainte-Rose-de-Lima                                               |              | Sainte-Rose-du-Nord           |             |                               |                  |                                              |
| Église de Notre-Dame-de-l'Éternité                                       |              | Rivière-Éternité              |             | 1953-1954                     |                  |                                              |
| Église de Saint-Joachim                                                  |              | Chicoutimi                    |             | 1954-1955                     |                  |                                              |
| Église du Christ-Roi                                                     |              | Chicoutimi                    |             | 1955-1956                     |                  |                                              |
| Église de Saint-Marc                                                     |              | La Baie                       |             | 1955-1956                     |                  |                                              |
| Église de Saint-Georges                                                  |              | Jonquière                     |             | 1958-1959                     |                  |                                              |
| Église Saint-Raphaël                                                     |              | Jonquière                     |             | 1959-1960                     |                  |                                              |
| Église Notre-Dame-de-la-Baie                                             |              | La Baie                       |             | 1960-1961                     |                  |                                              |
| Église Notre-Dame-de-Fatima                                              |              | Jonquière                     |             | 1962-1963                     |                  | Détruite en 2017                             |
| Église Sainte-Claire                                                     |              | Chicoutimi                    |             | 1962-1963                     |                  |                                              |
| Église de Saint-Luc                                                      |              | Chicoutimi                    |             | 1963-1964                     |                  |                                              |
| Église Notre-Dame-de-Grâce                                               |              | Chicoutimi                    |             | 1966-1967                     |                  |                                              |
| Église de Saint-Isidore                                                  |              | Chicoutimi                    |             | 1967-1968                     |                  |                                              |
| Église de Saint-Antoine                                                  |              | Chicoutimi                    |             | 1969-1970                     |                  |                                              |